# Cyrtomium pseudocaudipinnum
Cyrtomium pseudocaudipinnum là một loài dương xỉ trong họ Dryopteridaceae. Loài này được Ching & K.H. Shing mô tả khoa học đầu tiên năm 1965.
Danh pháp khoa học của loài này chưa được làm sáng tỏ. 